# Samuel Johnston

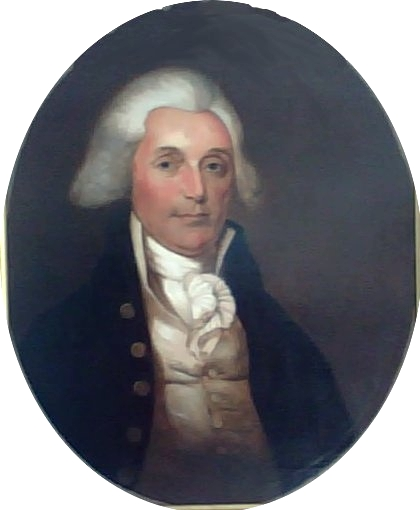
Samuel Johnston

Samuel Johnston (* 15. Dezember 1733 in Dundee, Schottland; † 17. August 1816 in der Nähe von Edenton im Chowan County, North Carolina) war ein US-amerikanischer Politiker und sechster Gouverneur von North Carolina.

## Frühe Jahre
Als Samuel drei Jahre alt war, wanderten seine Eltern in die britischen Kolonien in Amerika aus und ließen sich im heutigen Chowan County in North Carolina nieder. Seine schulische Ausbildung erhielt er allerdings in Neu England. Anschließend studierte er in North Carolina Jura und eröffnete eine Anwaltskanzlei in Edenton. Zwischen 1760 und 1775 war er Abgeordneter im kolonialen Parlament von North Carolina. Gleichzeitig war er in der Verwaltung des Obersten Gerichts der Kolonie angestellt. Beim Ausbruch der amerikanischen Revolution war er auf der Seite der Amerikaner. Er nahm an einigen Versammlungen in North Carolina zur Vorbereitung der Unabhängigkeit teil.

## Politischer Aufstieg
Im Jahr 1779 wurde Johnston in den Senat von North Carolina gewählt. Der Senat bestimmte ihn zum Delegierten für den US-amerikanischen Kontinentalkongress der Jahre 1780 bis 1781. Dort wurde er nach der Verabschiedung der „Articles of Confederation“, der ersten Verfassung der USA, die bis 1788 galt, zum ersten Präsidenten gewählt. Johnston lehnte die Wahl allerdings ab. Stattdessen kehrte er wieder nach North Carolina zurück und diente von 1783 bis 1784 wieder im Senat des Landes. Im Jahr 1787 wurde er als Nachfolger von Richard Caswell zum Gouverneur von North Carolina gewählt.

## Gouverneur von North Carolina
Insgesamt wurde Johnston dreimal hintereinander zum Gouverneur gewählt. Seine Amtszeit begann am 20. Dezember 1787 und endete am 17. Dezember 1789. Gleich zu Beginn seiner dritten Amtszeit trat er von seinem Amt zurück, um als Senator in den Kongress zu wechseln. Als Gouverneur leitete er 1788 die Versammlung, die die neue US-Verfassung ratifizierte. Ansonsten verlief seine Amtszeit ohne besondere Höhepunkte. Es gab noch immer den Grenzkonflikt im Westen mit dem selbst ernannten „State of Franklin“ unter Führung von John Sevier und die Aufbauphase des Landes nach dem Krieg war in vollem Gange.

## Weitere Karriere
Der Sklavenhalter Johnston, der der Föderalistischen Partei angehörte, blieb bis 1793 Senator im US-Kongress. Zwischen 1800 und 1803 war er Richter an einem Landgericht in North Carolina. Dies war sein letztes öffentliches Amt. Er starb 1816 auf seiner Plantage „Hayes Plantation“ in der Nähe von Edenton im Chowan County.
Sein Neffe, James Iredell, wurde später ebenfalls Gouverneur.